# Леклерк, Матье
Матье Леклерк (фр. Mathieu Leclercq; 17 января 1796, Эрв — 15 марта 1889, Сен-Жосс-тен-Ноде) — бельгийский государственный и политический деятель, юрист, судья, прокурор, министр юстиции Бельгии (22 июля 1840 — 13 апреля 1841).

## Биография
В возрасте 21 года стал членом муниципального совета Льежа, затем назначен советником Верховного суда Льежа.
Во время бельгийской революции 1830 года был членом национального конгресса, Учредительного собрания, членом конституционной комиссии, избирался депутатом  Палаты представителей Бельгии.
В 1833 году был назначен советником бельгийского кассационного суда, а в 1836 году стал генеральным прокурором Королевства. В 1840 году занял кресло министра  юстиции Бельгии, сменив на этом посту Жана-Жозефа Райкема.
В 1847 году Леклерк стал членом Королевской академии, которой представил своё двухтомное исследование по конституционному праву в 1852 и 1857 годах.